# Manuel de Abad e Illanar
Manuel de Abad e Illanar (ur. 1 grudnia 1713 w Valladolid, zm. 1 lutego 1780) – hiszpański duchowny rzymskokatolicki, w latach 1762-1771 biskup Córdoba, następnie od 1771 do swojej śmierci biskup Arequipa.

## Życiorys
Urodził się 1 grudnia 1713 w Valladolid w środkowej Hiszpanii.
15 września 1762 został wybrany biskupem Córdoba, papież Klemens XIII zatwierdził ten wybór 22 listopada tego samego roku. Wyświęcony na biskupa został 2 lata później 2 września 1764 przez biskupa Buenos Aires Manuela Antonio de la Torre. 17 czerwca 1771 został mianowany biskupem Arequipa. Zmarł 1 lutego 1780.